# Церква Сорока Великомучеників (Велико-Тирново)

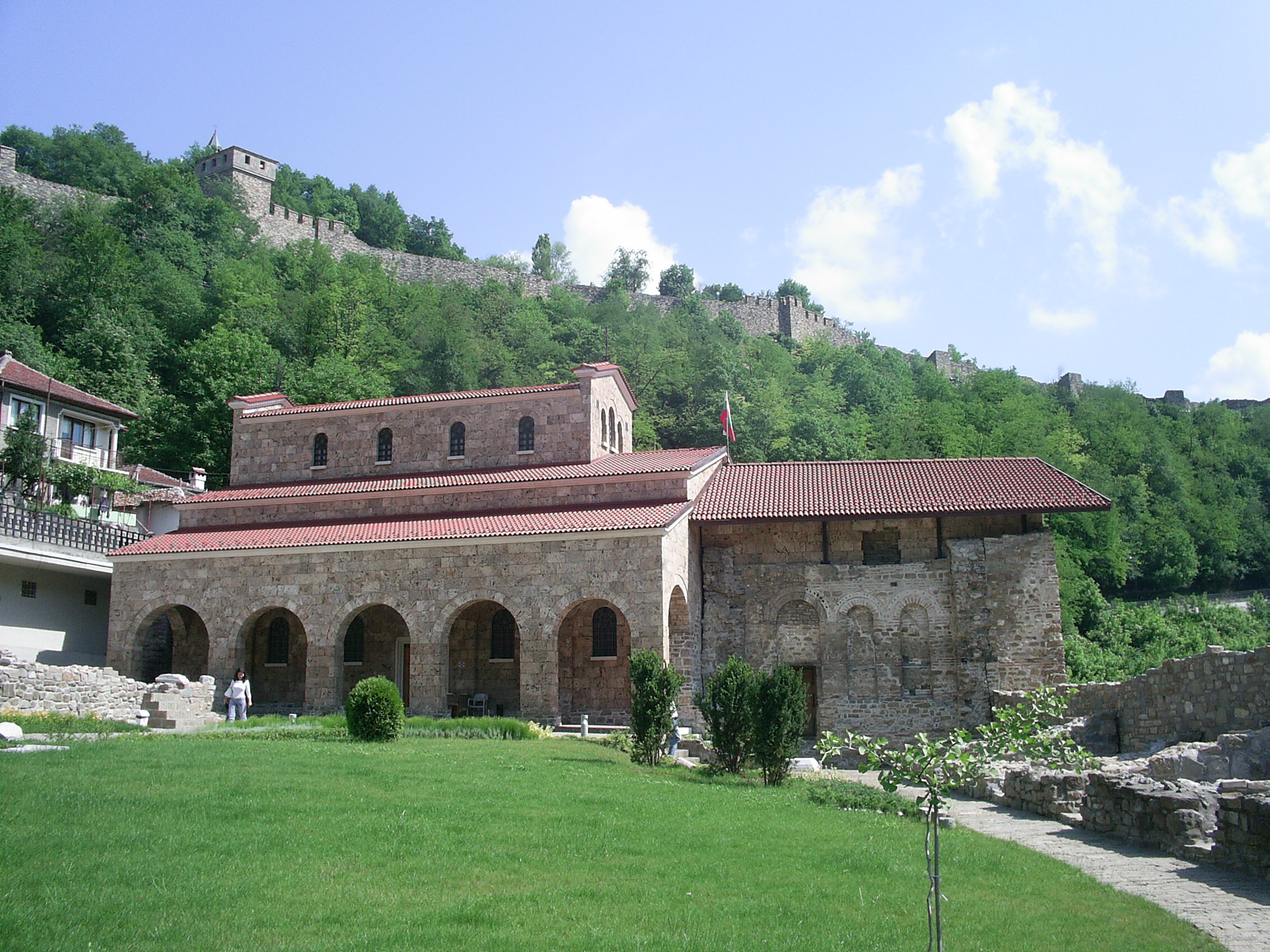
Церква Сорока Великомучеників і фортеця Царевець над нею

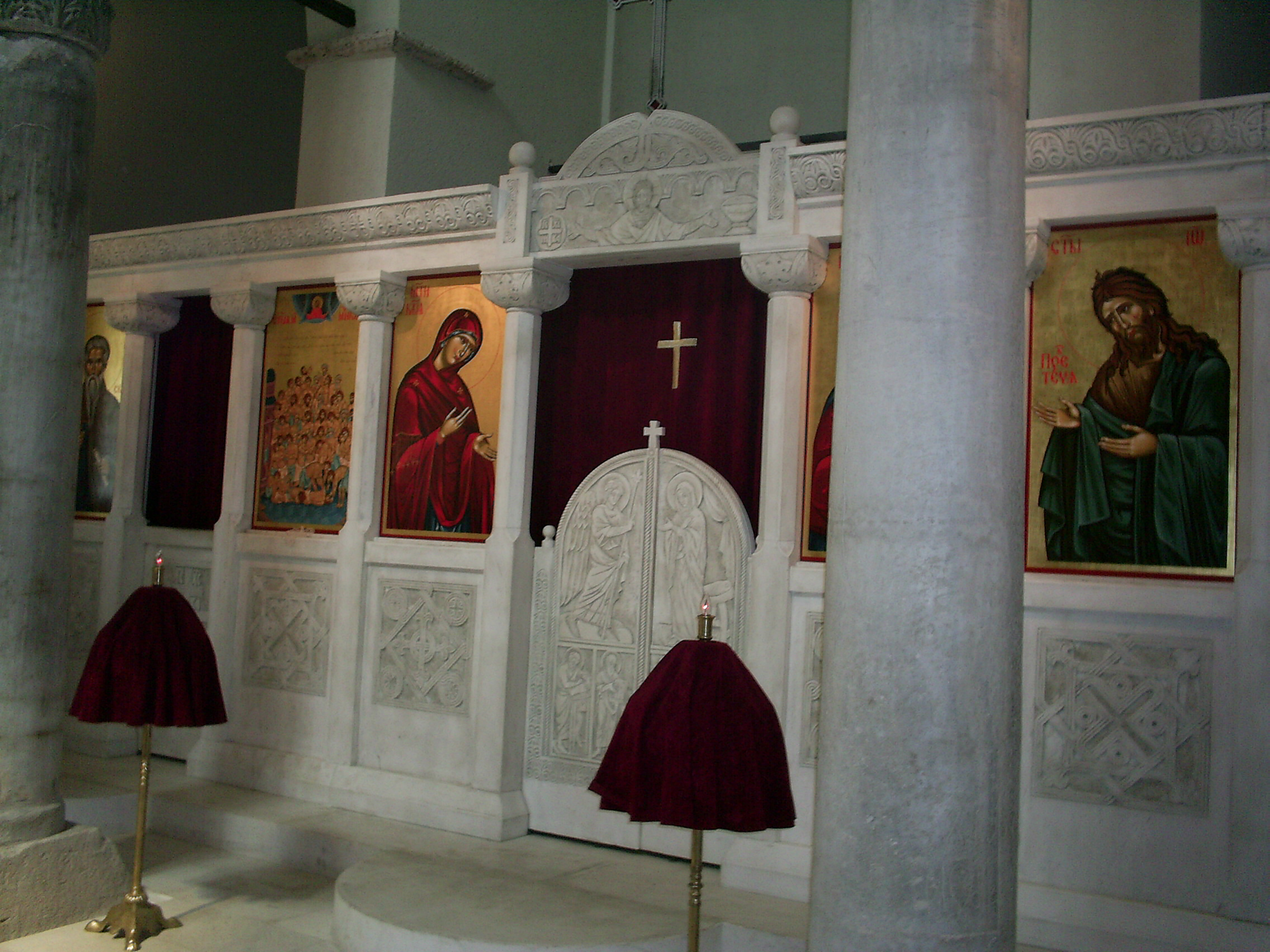
Іконостас церкви

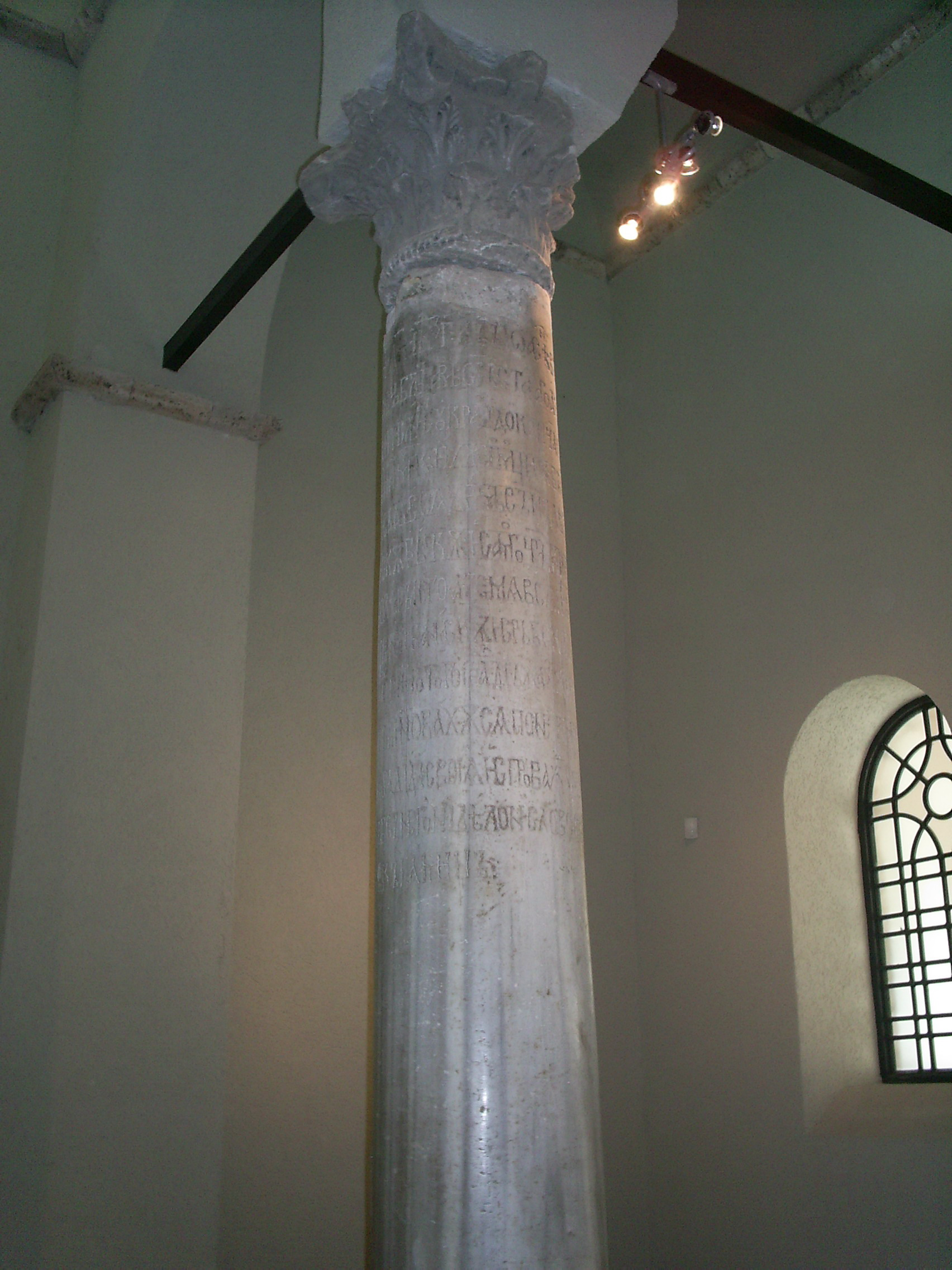
Колонна Івана Асеня II, на якій зроблено напис про перемогу болгар у битві при Клокотниці

Церква Сорока Великомучеників (болг. църква «Св. Четиридесет мъченици») — середньовічна православна церква, зведена 1230 року в місті Велико-Тирново, на той час столиці Другого Болгарського царства.

## Архітектура й убранство
Будівля є довгою шестиколонною тринефною базилікою з трьома напівкруглими апсидами на сході й вузьким притвором на заході. У подальшому до західного боку церкви було прибудовано іншу будівлю.
На колонах всередині церкви збережені записи про деякі найважливіші події в історії держави. Одна з колон виготовлена під час будівництва церкви й містить запис про діяння царя Івана Асеня II, дві інші були перенесені з Плиски.

## Історія

### Друге Болгарське царство
Церква була збудована за наказом Івана Асеня II на честь перемоги при Клокотниці над епірським деспотом Феодором Дукою 22 березня 1230 року. Свою перемогу цар приписав заступництву Сорока Севастійських мучеників, на честь яких і було названо нову церкву. За часів правління Івана Асеня II це була головна церква Великої Лаври у Велико-Тирново, яку було облаштовано у фортеці Царевець на лівому березі річки Янтра.
У цій церкві первинно був похований святий Сава, сербський святий, який помер під час відвідання Велико-Тирново 14 січня 1235 або 1236 року. Однак невдовзі (6 травня 1237 року) його мощі були перенесені до Сербії.

### Османське правління
У перші роки османського правління будівля продовжувала бути християнською церквою приблизно до початку XVIII століття. Однак потім будівля все ж була перероблена на мечеть. В результаті були знищені практично всі фрески. Кілька зображень збереглись тільки на північно-західній стіні притвору.

### Звільнена Болгарія
Саме в цій будівлі 22 вересня 1908 року болгарським князем Фердинандом була проголошена повна незалежність Болгарії від Османської імперії.

## Поховання у церкві
Церква тривалий час використовувалась як царська усипальниця. Тут були поховані царі Калоян, Іван Асень II, Михайло Шишман, цариці Анна Марія та Ірина, а також багато членів царської родини та представники болгарської аристократії. Сюди також були привезені саркофаги з землею з місць поховання хана Кубрата (Мале Перещепине), хана Аспаруха й царя Івайла.